# Inferno - Canto ventitreesimo

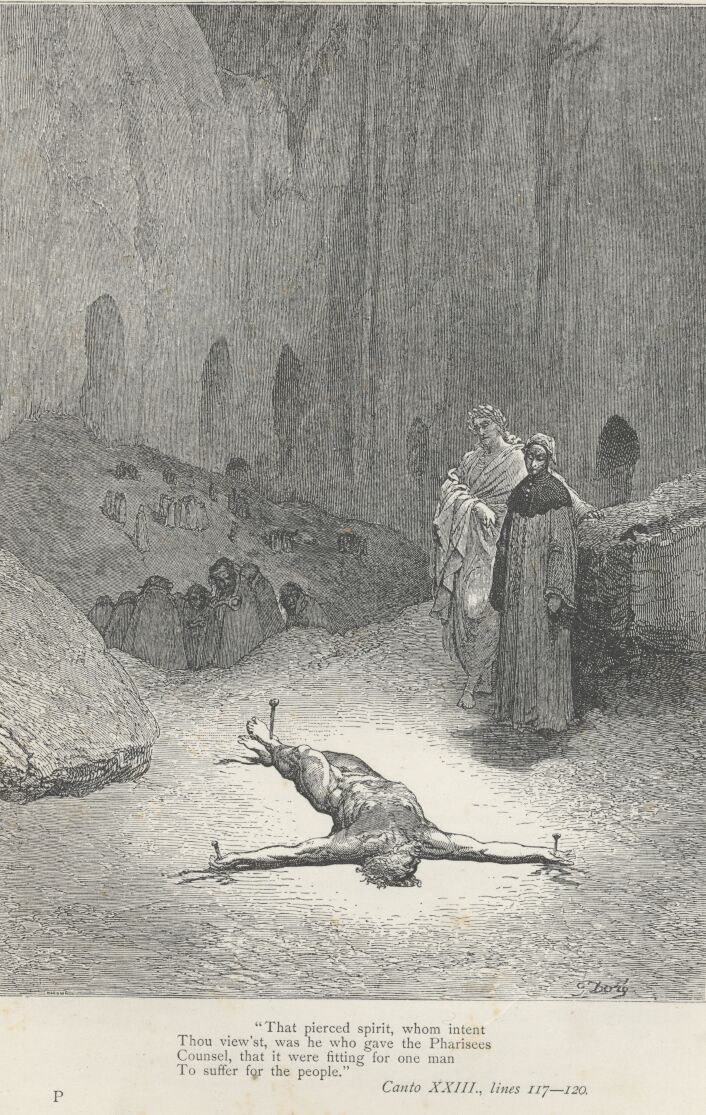
Caifa, illustrazione di Gustave Doré

Il canto ventitreesimo dell'Inferno di Dante Alighieri si svolge nella sesta bolgia dell'ottavo cerchio, ove sono puniti gli ipocriti; siamo nel mattino del 9 aprile 1300 (Sabato Santo), o secondo altri commentatori del 26 marzo 1300.
Il canto chiude, dopo i due precedenti (XXI e XXII), l'episodio della bolgia dei barattieri, dove Dante e Virgilio assistono alle peripezie di un gruppo di diavoli (i Malebranche), assegnati loro malgrado come scorta non richiesta. L'episodio è caratterizzato da uno stile prettamente comico, con un ritmo veloce e numerosi personaggi, chiaro esempio della duttilità poetica di Dante. La seconda parte di questo canto poi è dedicata, con tutt'altro tono ed atmosfera, alla bolgia degli ipocriti, prima del finale a sorpresa che torna su uno stile più canzonatorio e chiude degnamente il brano dei diavoli della bolgia precedente.

## Incipit
(Anonimo commentatore dantesco del XIV secolo)

## Analisi del canto

### Fuga di Dante e Virgilio - versi 1-57

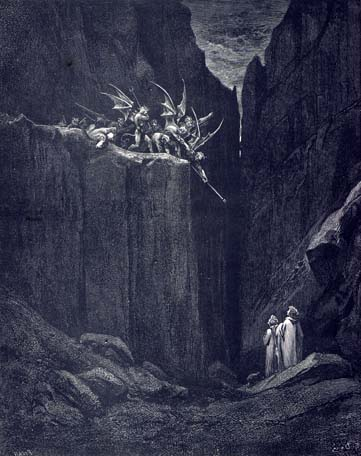
Spavento e fuga (Canto XXIII, vv 52-54), illustrazione di Paul Gustave Doré

Il canto inizia con la figura dei due pellegrini che, dopo essere sgattaiolati dai diavoli in rissa alla fine del precedente canto, adesso camminano taciti, soli, sanza compagnia e in fila come Frati minori. Dante ci fa anche sapere cosa stesse pensando in quel momento di silenzio, cioè alla favola di Esopo (anche se si trattava di un'aggiunta medievale al Liber Esopi) della rana e del topo, che lui vedeva analoga alla vicenda dei diavoli quanto le parole mo' e issa (entrambe significanti "adesso", in dialetto fiorentino -oggi usato solo da Spoleto in giù- o in quello pisano/lucchese). La favola in questione parlava di una rana che accetta di portare sulla schiena un topolino per fargli traghettare uno stagno, ma dopo essersi legata la sua coda a una zampa cerca di affogarlo a metà del tragitto, se non che un nibbio, attirato dal movimento del topo lo ghermisce catturando anche la rana che era legata; il significato è quindi quello di chi ha male intenzioni e rimane vittima della sua stessa malizia e può essere applicato all'episodio del canto precedente come il dannato Ciampolo di Navarra come rana e i diavoli come topolini, ma si potrebbe dire anche il contrario, con la pece quale "falco" che punisce tutti.
Ma come uno scoppio che ne porta un altro, il pensiero si rincorre nella testa di Dante, il quale adesso si è accorto che i diavoli potrebbero venire a vendicarsi su di essi, colpevoli dopotutto di avergli fatto sfuggire il dannato con le loro lunghe domande. La paura che essi stiano correndo loro dietro, come cane contro lepre, Dante la manifesta a Virgilio, il quale gli ha già letto nel pensiero con la velocità del "piombato vetro", cioè dello specchio, a riflettere le immagini. Appena Virgilio termina di suggerire che essi potrebbero scendere giù dall'argine nel prossimo fossato, ecco che già in lontananza si vedono arrivare i diavoli rapidi con le ali tese, al che egli immediatamente prende Dante con un gesto protettivo e materno e si butta giù dallo scosceso "portandosene me sovra 'l suo petto, / come suo figlio, non come compagno" (vv. 50-51). Dante mette su una vivida similitudine per descrivere la discesa in braccio al suo maestro, come farebbe una madre svegliata dal rumore di un incendio e prenderebbe il figlio per salvarlo "avendo più di lui che di sé cura", vestita di una sola camicia. La rapidità di Virgilio, che si è gettato giù supino con il discepolo in braccio, ricorda anche l'acqua che scende nelle incanalature di un mulino.
Appena i due toccano terra i diavoli arrivano in cima al colle dove si trovavano i due poeti poco fa, ma lì non sono di nessun pericolo perché l'essere destinati alla quinta bolgia dalla divina provvidenza toglie loro la facoltà di uscirne.

### La bolgia degli ipocriti - vv. 58-72

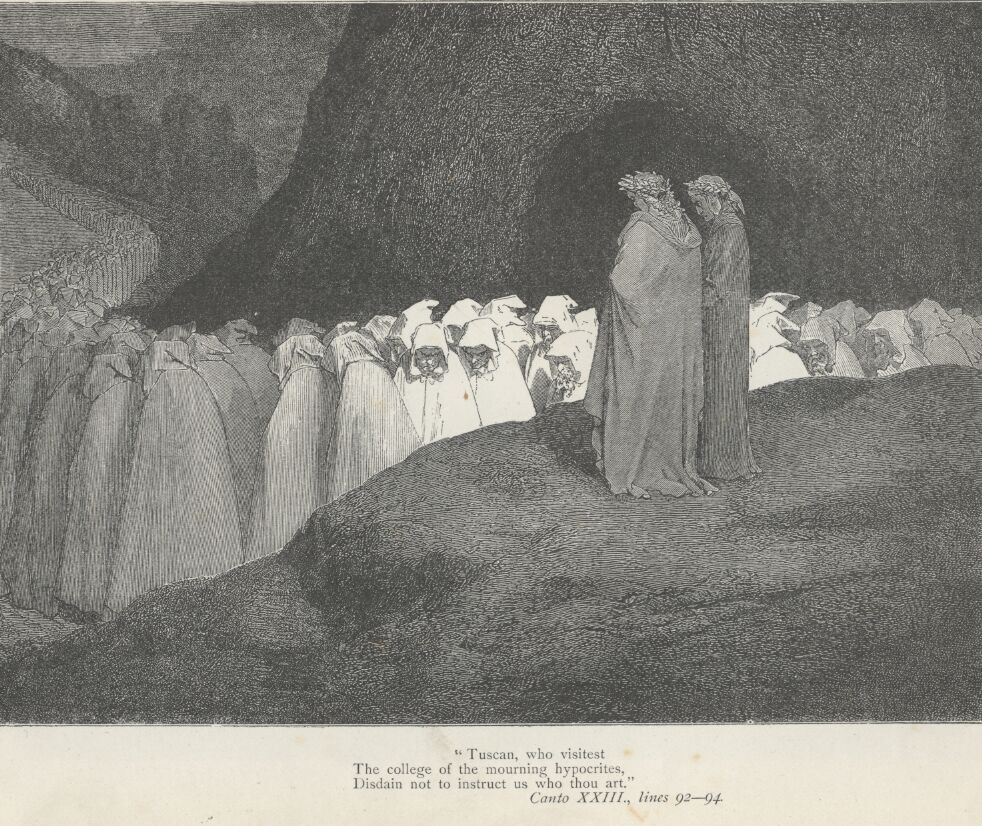
Gli ipocriti, illustrazione di Gustave Doré

Una volta discesi sul fondo l'atmosfera del canto cambia completamente e basta la prima terzina per segnare l'atmosfera di silenzio e dolore.
che giva intorno assai con lenti passi,

piangendo e nel sembiante stanca e vinta.»
(vv. 58-60)
I dannati sono dipinti cioè coperti da un'abbagliante doratura, e se ne vanno con passi lentissimi piangendo, con un fare di chi è vinto dalla stanchezza (endiadi). Indossano delle ampie cappe da monaci, come hanno quelli di Cluny, che però all'interno sono foderate di pesantissimo piombo e sono così pesanti che quelle di Federico, in confronto, sembravano di paglia: un'allusione a una leggenda sull'efferatezza dell'Imperatore Federico II, messa su e diffusa dal partito guelfo, alla quale Dante credeva, ritenendo che egli fosse solito punire chi era colpevole di lesa maestà con una cappa di piombo prima di metterli su una caldaia infuocata. I dannati, "intenti al tristo pianto" camminavano così lenti che a ogni nuovo passo i due si ritrovavano a superare e affiancare già qualcuno di diverso. L'atmosfera di questo canto è stata definita talvolta come conventuale, infatti la bolgia viene definita ai versi 91-92 "collegio (parola che spesso indicava una comunità di frati) degli ipocriti".
Il contrappasso di questi dannati (si scoprirà presto che sono gli ipocriti) consiste nell'analogia rispetto alla loro condotta in vita: all'esterno mostravano una splendida figura, covando nel loro interno il loro cupo pensiero reale. Può aver influenzato Dante anche l'etimologia che Uguccione della Faggiuola dà della parola ipocrita, cioè come formata dalle parole greche hypò, "sotto", e chrysòs, "oro" (in realtà dovrebbe derivare da hypocrités, "attore"). La visione che Dante aveva di questi peccatori era sicuramente influenzata anche dai vangeli, dove Gesù si scagliava con veemenza durante le sue predicazioni contro tale atteggiamento. L'ipocrisia è anche il tema dominante del Fiore, poemetto in endecasillabi da alcuni indicato come opera giovanile di Dante.

### I frati gaudenti: Catalano e Loderingo - vv. 73-108

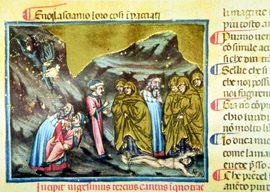
Scuola toscana, miniatura della fine del XIV secolo

A questo punto Dante manifesta a Virgilio la volontà di parlare con qualcuno, riconoscendo magari qualche dannato, ma le sue sole parole bastano perché gli si rivolga uno che intende la lingua "tosca". Dante vede allora poco dietro di sé due che sembrano volersi affrettare nell'animo (con il corpo per essi è infatti impossibile) e che quando lo raggiungono lo fissano in silenzio. Parlando tra di sé poi notano come Dante sia vivo perché si move la sua gola, cioè respira, e gli chiedono chi sia. Dante, che non cita mai il suo nome, risponde brevemente: "I' fui nato e cresciuto / sovra 'l bel fiume d'Arno a la gran villa" (vv. 94-95). Dopo aver chiesto chi sono i dannati e quale sia la pena che dal dolore fa rigare loro tutte le guance, il primo risponde che il dolore è dovuto al peso del piombo delle cappe, che li fa gemere come i pesi eccessivi fanno cigolare le bilance. Essi furono frati Gaudenti (della Milizia della Beata Vergine Maria) bolognesi, in particolare il parlatore è Catalano dei Malavolti e l'altro Loderingo degli Andalò, entrambi già inviati come pacieri a Firenze (nel 1266), impresa nella quale fallirono, come Dante ben sapeva guardando anche solo alla Torre del Gardingo, la principale torre degli Uberti ridotta in macerie al tempo della cacciata dei ghibellini (sempre nel 1266), che in tale miserevole stato ancora si trovava al tempo di Dante prima che fosse spianata l'odierna Piazza della Signoria.

### Caifa - vv. 109-126

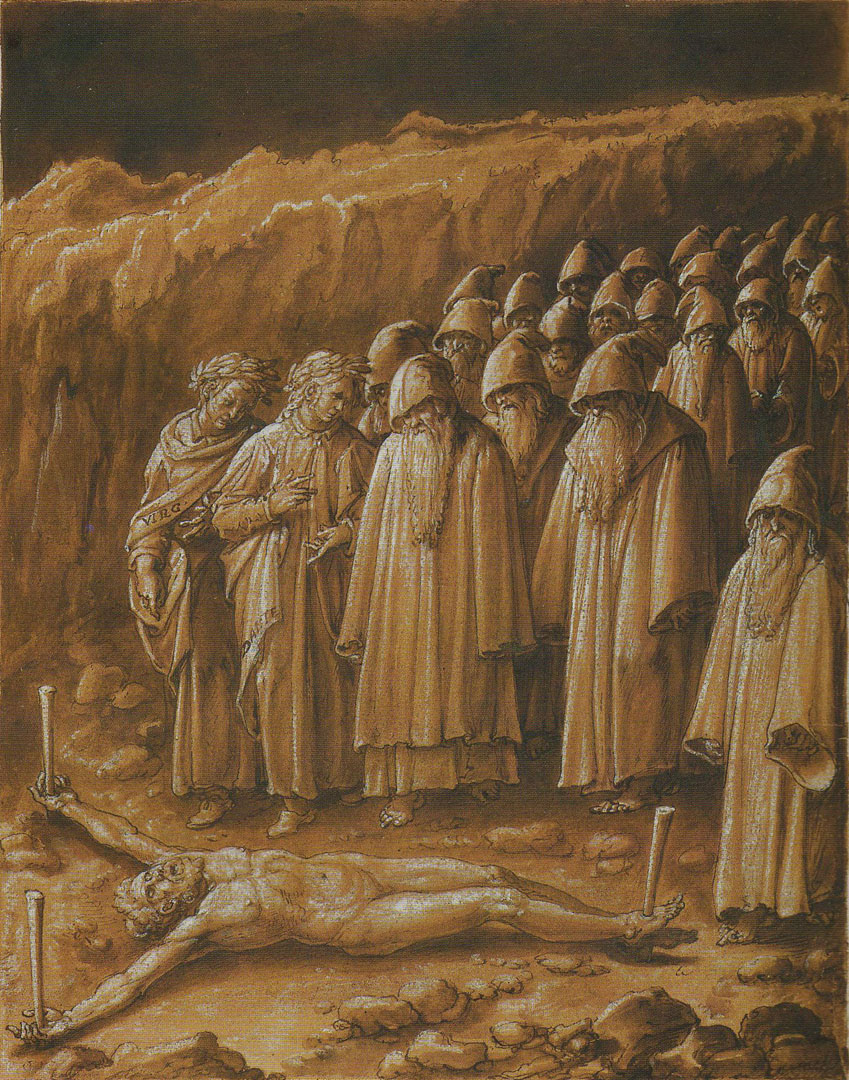
Gli ipocriti, illustrazione di Giovanni Stradano (1587)

Dante inizia allora un'orazione: "O frati, i vostri mali..." (non si sa quali toni intendesse dare al suo discorso, se deprecativo o misto di pietà o altro). Ma è bruscamente interrotto da una visione, un uomo crocifisso (o conficcato, a senso) al suolo con tre pali, che si distorce soffiando nella barba quando scopre di essere visto da Dante. Frate Catalano allora spiega che si tratta di colui che consigliò ai Farisei di sacrificare un solo uomo per evitare guai al popolo e che ora sta nudo sotto il passaggio di tutti gli altri dannati. Egli è quindi Caifa, il sommo sacerdote di Gerusalemme che fece giustiziare Gesù coprendosi con il pretesto da ipocrita di salvare il popolo sacrificando il fastidioso predicatore.
Inoltre è tormentato allo stesso modo suo suocero Anna e gli altri farisei che presero parte a quel consiglio, che fu causa di sventura per gli ebrei (i Giudei).
Virgilio si meraviglia al vedere quel dannato in croce così vilmente e su questa meraviglia di Virgilio alcuni commentatori si sono sforzati di trarre un significato allegorico, mentre secondo altri è solo dovuta al fatto che durante il primo attraversamento dell'Inferno da parte del poeta latino (cfr. Inferno IX, 23-24) questi dannati non esistevano ancora, in quanto appartenenti all'era cristiana.

### Le menzogne del diavolo - vv. 127-148
Virgilio chiede allora al frate se ci sia un modo di uscire a destra da questa bolgia, dato che a sinistra essi non possono tornare, essendo ricercati da "li angeli neri", vale a dire i Malebranche; Catalano risponde allora che non lontano c'è un sasso che si è distaccato dal ponte, che avrebbe permesso di attraversare tutti i valloni di questo cerchio, essendo tutti i ponti su questa bolgia staccatisi e quindi non coperchiando, cioè coprendo in alcun punto. Virgilio resta un po' a testa china poi dice: "Mal contava la bisogna / colui che i peccator di qua uncina" (vv. 140-141), cioè ci raccontò male la cosa colui che uncina i peccatori di là (Malacoda).
A questo punto riappare l'atmosfera comica della precedente bolgia, dove Catalano rivela a Virgilio di essere stato imbrogliato arrivando a canzonarlo per la sua ingenuità: "Io udi' già dire a Bologna / del diavol vizi assai, tra ' quali udì / ch'elli è bugiardo e padre di menzogna" (vv. 142-144), cioè che egli sentì dire nella dotta Bologna, che il diavolo è padre di menzogna, sottintendendo sarcasticamente che per sapere una banalità tale non serve certo andare all'Università di Bologna.
Virgilio incassa il colpo in silenzio (importante è il significato allegorico della Ragione che si può far ingannare dalla frode, soprattutto quando questa è così grossolana e inutile) e se ne va a grandi passi con lo sguardo infuriato, mentre Dante gli corre dietro, sulle care piante, cioè seguendo le sue impronte. Si chiude così con un finale a sorpresa, che fa ripensare sotto tutt'altra luce all'intero episodio, la commedia dei diavoli.